# Campeonato sudamericano
Campeonato Sudamericano puede referirse a:

## Atletismo
- Campeonato Sudamericano de Atletismo
- Campeonato Sudamericano de Atletismo Sub-23
- Campeonato Sudamericano de Atletismo Sub-20
- Campeonato Sudamericano de Campo a Través
- Campeonato Sudamericano de Marcha Atlética
- Campeonato Sudamericano de Maratón
- Campeonato Sudamericano de Media Maratón

## Fútbol
- Campeonato Sudamericano de Fútbol (Copa América)
- Copa Libertadores de América
- Campeonato Sudamericano de Fútbol Sub-20
- Campeonato Sudamericano de Fútbol Sub-17
- Campeonato Sudamericano de Fútbol Sub-15
- Campeonato Sudamericano de Fútbol Femenino
- Copa Libertadores de América Femenina
- Campeonato Sudamericano Femenino de Fútbol Sub-20
- Campeonato Sudamericano Femenino de Fútbol Sub-17
- Campeonato Sudamericano de Campeones

## Fútbol de playa
- Copa América de Fútbol Playa
- Campeonato Sudamericano Sub-20 de Fútbol Playa
- Campeonato de Fútbol Playa de Conmebol
- Liga Sudamericana de fútbol playa

## Futsal

### Modalidad AMF/FIFUSA
- Campeonato Sudamericano de Futsal
- Campeonato Sudamericano Femenino de Futsal
- Campeonato Sudamericano Juvenil de Futsal
- Campeonato Sudamericano de Clubes de Futsal

### Modalidad FIFA
- Campeonato Sudamericano de Futsal FIFA
- Campeonato Sudamericano Femenino de Futsal FIFA
- Campeonato Sudamericano Sub-20 de Futsal
- Campeonato Sudamericano Sub-20 de Futsal Femenino
- Campeonato Sudamericano de Futsal Sub-17
- Campeonato Sudamericano de Clubes de Futsal FIFA
- Campeonato Sudamericano de Futsal feminino FIFA

## Baloncesto y Balonmamo
- Campeonato Sudamericano de Baloncesto
- Campeonato Sudamericano de Clubes Campeones
- Liga Sudamericana de Clubes
- Liga de Campeones de Baloncesto de las Américas
- Campeonato Sudamericano Femenino de Baloncesto
- Liga Sudamericana Femenina de Clubes de Básquetbol
- Campeonato Sudamericano Femenino de Baloncesto Sub-17
- Campeonato Sudamericano y Centroamericano de Balonmano
- Campeonato Sudamericano y Centroamericano de Balonmano Femenino

## Voleibol
- Campeonato Sudamericano de Voleibol Masculino
- Campeonato Sudamericano de Voleibol Masculino Sub-19
- Campeonato Sudamericano de Voleibol Masculino Sub-21
- Campeonato Sudamericano de Voleibol Femenino
- Campeonato Sudamericano de Voleibol Femenino Sub-18
- Campeonato Sudamericano de Voleibol Femenino Sub-20
- Campeonato Sudamericano de Clubes de Voleibol Masculino
- Campeonato Sudamericano de Clubes de Voleibol Femenino

## Rugby
- Campeonato Sudamericano de Rugby
- Campeonato Sudamericano de Rugby B
- Campeonato Sudamericano de Rugby C
- Campeonato Sudamericano Juvenil M19 de Rugby
- Campeonato Sudamericano Juvenil M19 B de Rugby
- Campeonato Sudamericano Juvenil M21 de Rugby
- Campeonato Sudamericano de Rugby Seven Masculino
- Campeonato Sudamericano de Rugby Seven Femenino

## Otros
- Campeonato Sudamericano de Béisbol
- Campeonato Sudamericano de Gimnasia
- Campeonato Sudamericano de Hockey sobre Patines
- Campeonato Sudamericano de Hockey sobre césped
- Campeonato Sudamericano de Natación
- Campeonato Sudamericano de Rally
- Campeonato Sudamericano de Remo
- Campeonato Sudamericano de Superturismos
- Campeonato Sudamericano de Tenis
- Campeonato Sudamericano de Waterpolo
- Campeonato Sudamericano de Cricket